# Désiré Sègbè
Désiré Azankpo Sègbè (* 6. Mai 1993 in Allahé) ist ein beninisch-französischer Fußballspieler.

## Karriere

### Vereine
Sègbè spielte bis 2012 im Senegal bei der AS Génération Foot. Zur Saison 2012/13 wechselte er nach Frankreich, wo er sich der viertklassigen Reserve des FC Metz anschloss. Für diese kam er in seiner ersten Saison zu 21 Einsätzen in der CFA, aus der er mit dem Team allerdings am Saisonende abstieg. Nach sieben Einsätzen für Metz B in der fünftklassigen CFA 2 wechselte er im Januar 2014 zum luxemburgischen Erstligisten Jeunesse Esch. Für Esch absolvierte er bis Saisonende elf Punktspiele, in denen er sechs Tore erzielte. Zur Saison 2014/15 kehrte er nach Frankreich zurück und wechselte zum Fünftligisten CO Le Puy. Für Le Puy absolvierte er 19 Spiele in der CFA 2, in denen er sieben Tore machte. Zur Saison 2015/16 wechselte er weiter zur ebenfalls fünftklassigen AS Pagny-sur-Moselle. In zwei Spielzeiten in Pagny-sur-Moselle kam er zu 21 Fünftligaeinsätzen, in denen er zwölf Treffer machte. Zur Saison 2017/18 schloss Sègbè sich dem viertklassigen SAS Épinal an. Für Épinal absolvierte er 22 Spiele in der inzwischen National 2 genannten vierten Liga, in denen er elf Tore machte. Zur Saison 2018/19 wechselte er in die Slowakei zum Erstligisten FK Senica. Für Senica kam er in jener Spielzeit zu 25 Einsätzen in der Fortuna liga, in denen er vier Tore erzielte. Zur Saison 2019/20 wechselte Sègbè nach England zum Viertligisten Oldham Athletic. Für Oldham kam er bis zum Saisonabbruch nach dem 37. Spieltag zu 28 Einsätzen in der EFL League Two, in denen er vier Tore erzielte. Nach der Saison 2019/20 verließ er Oldham und unterschrieb nach kurzer Vereinslosigkeit im Oktober einen Vertrag mit dem französischen, in Villefranche-sur-Saône ansässigen Drittligisten FC Villefranche. Im Sommer 2021 wechselte er dann weiter zum USL Dunkerque in die Ligue 2. Dort bestritt Sègbè bis zur Winterpause 17 Zweitligapartien und schoss dabei ein Tor, ehe er sich im Februar 2022 leihweise dem rumänischen Erstligisten Dinamo Bukarest anschloss. Dort bestritt er zwei Ligaspiele und erzielte in der Abstiegsrunde beim 5:1-Sieg über Academica Clinceni ein Tor. Im Sommer 2022 unterschrieb Sègbè einen Vertrag mit dem FC Bayern München für die zweite Mannschaft; zuvor hatte sich schon sein Freund Sadio Mané dem deutschen Rekordmeister angeschlossen. Mit dem Entsprechen des geäußerten Wunsches, seinen Vertrag vorzeitig beim FC Bayern München aufzulösen, spielte Sègbè ab Mitte September 2023 für den belgischen Zweitligisten RFC Seraing. Bis zum Saisonende absolvierte er dort 11 Pflichtspiele (2 Tore) und wechselte nach kurzer Vereinslosigkeit im September 2024 weiter zum polnischen Zweitligisten MKP Kotwica Kołobrzeg. Bei seinem Ligadebüt gegen Miedź Legnica (1:1) konnte Sègbè auf Anhieb einen Treffer erzielen. Doch schon in der folgenden Winterpause kehrte er nach Frankreich zurück und schloss sich dem Viertligisten AS Cannes an. Zur Saison 2025/26 folgte ein weiterer Wechsel zum SR Colmar in die National 2.

### Nationalmannschaft
Sègbè debütierte am 17. Mai 2014 für die beninische A-Nationalmannschaft, als er in der Qualifikation für den Afrika-Cup gegen die Nationalmannschaft von São Tomé und Príncipe (2:0) in der 74. Minute für Mickaël Poté eingewechselt wurde. 2019 wurde er in den Kader für das Turnier um den Afrika-Cup berufen. Benin verlor im Viertelfinale gegen die Nationalmannschaft Senegals mit 0:1, Sègbè kam während des Turniers jedoch nicht zum Einsatz. Bis zum September 2022 kam Sègbè bei insgesamt 16 Länderspielen zum Einsatz.